# Stefania Esse

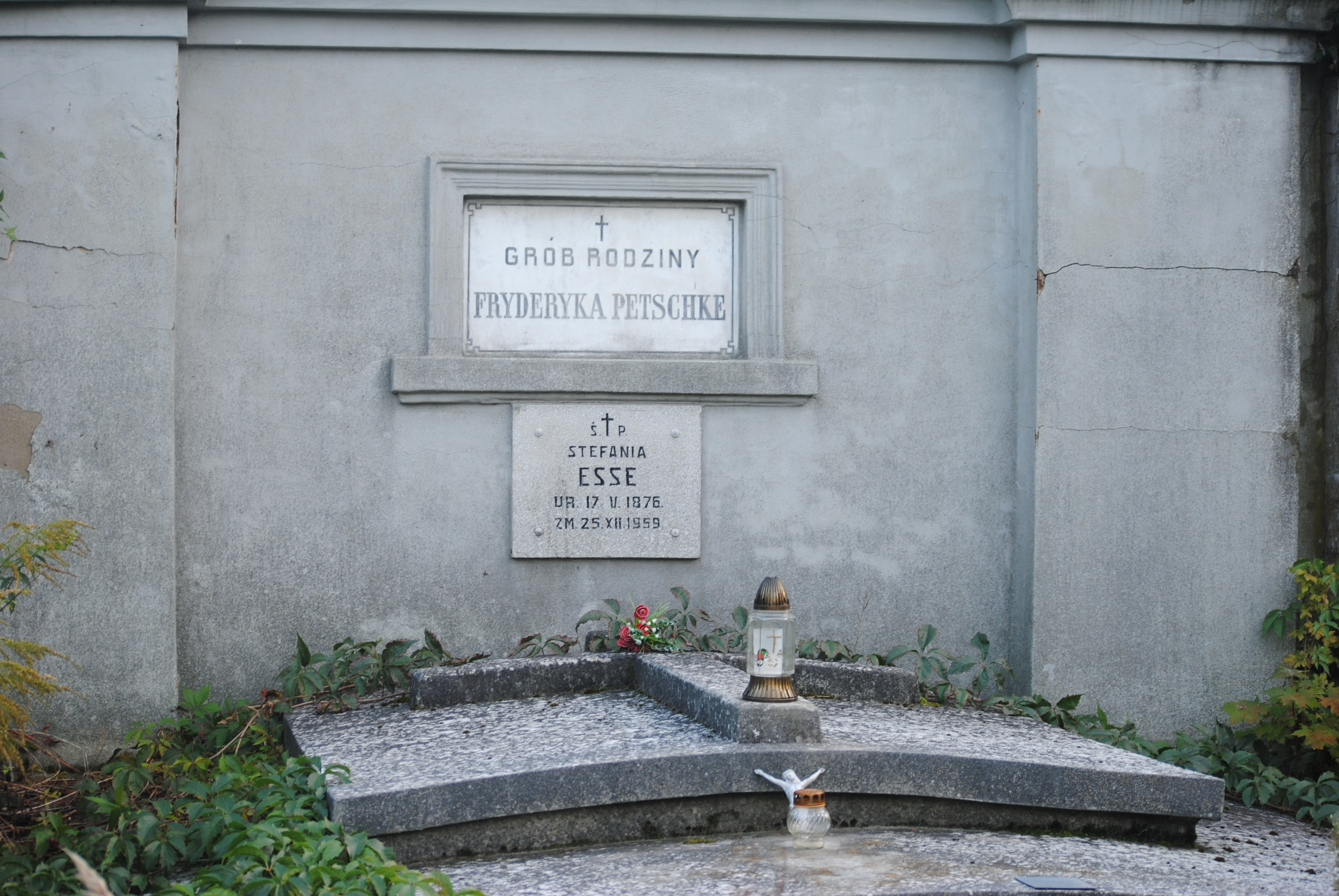
Grób Stefani Esse na cmentarzu ewangelickim w Koninie

Stefania Łucja Esse z domu Petschke (ur. 11 maja 1876 w Koninie, zm. 25 grudnia 1959 tamże) – polska nauczycielka, działaczka społeczna i oświatowa.

## Życiorys
Urodziła się w Koninie jako córka Jana Peczke (Petschke) i Emilii z d. Dominik, pochodziła z rodziny o korzeniach czeskich. W dzieciństwie była członkinią chóru parafialnego przy konińskiej farze. W 1893 roku ukończyła gimnazjum żeńskie w Kaliszu. W latach 1893–1895 roku przebywała w Petersburgu, gdzie ukończyła studia w Instytucie Kształcenia Nauczycieli Szkół Średnich, następnie uzyskała patent nauczycielki domowej. W latach 1897–1901 była nauczycielką w pensji Heleny Semadeni, a w latach 1901–1905 oraz 1908–1913 w pensji Janiny Komornickiej. Przez pewien czas pracowała także w pensji Heleny Semadeni po przeniesieniu jej do Kalisza. 
W 1904 roku wyszła za mąż za notariusza Teodora Esse, z którym miała dwóch synów: Feliksa Teodora, profesora AGH oraz Janusza, muzyka, który w młodości utonął w Warcie.
Podczas I wojny światowej była członkinią Polskiej Organizacji Wojskowej. W latach 1915–1918 pracowała jako nauczycielka języka niemieckiego i francuskiego w męskiej Szkole Handlowej pod kierunkiem księdza Włodzimierza Jasińskiego, a następnie, w latach 1918–1922, w Gimnazjum Humanistycznym pod kierunkiem Stanisława Szabelskiego. Pracowała także jako nauczycielka języków obcych w Żeńskim Gimnazjum Matematyczno-Przyrodniczym, a w latach 1922–1924 i do 1933 roku, w Gimnazjum Żeńskim im. Królowej Jadwigi w Koninie. 19 lipca 1921 roku brała udział w powitaniu Józefa Piłsudskiego w Koninie. W 1933 roku przeszła na emeryturę. Do jej wychowanków należeli m.in.: Eryk Rosin, Witold Sztark i Mieczysław Bekker.
W okresie dwudziestolecia międzywojennego była działaczką Towarzystwa Ratowania Tonących i Konińskiego Towarzystwa Wioślarskiego, pełniła funkcję sekretarza konińskiego oddziału Polskiego Towarzystwa Krajoznawczego. Przyjaźniła się z Zofią Urbanowską, była także właścicielką kamienicy, zwanej „Konińskim Wawelem”, w dwudziestoleciu międzywojennym uznawanej za jedną z największych i najbardziej okazałych kamienic w mieście. Angażowała się poza tym w działalność ekumeniczną, kulturalną i patriotyczną, organizowała wiele manifestacji, obchodów rocznic i innych akcji. 
Podczas II wojny światowej prowadziła tajne nauczanie. Odmówiła podpisania Volkslisty, była również zmuszona udostępnić większą część swojego mieszkania niemieckiemu żołnierzowi.
Zmarła 25 grudnia 1959 roku, została pochowana na cmentarzu ewangelickim w Koninie.

## Upamiętnienie
Jej imię nosi ulica na Osiedlu Jana Zemełki w Koninie. Postać Stefanii Esse pojawia się także w książkach Krzysztofa Dobreckiego i Dominiki Stec. Została również upamiętniona tablicą pamiątkową w budynku I Liceum Ogólnokształcącego w Koninie.